# Historisches Museum Blumenstein

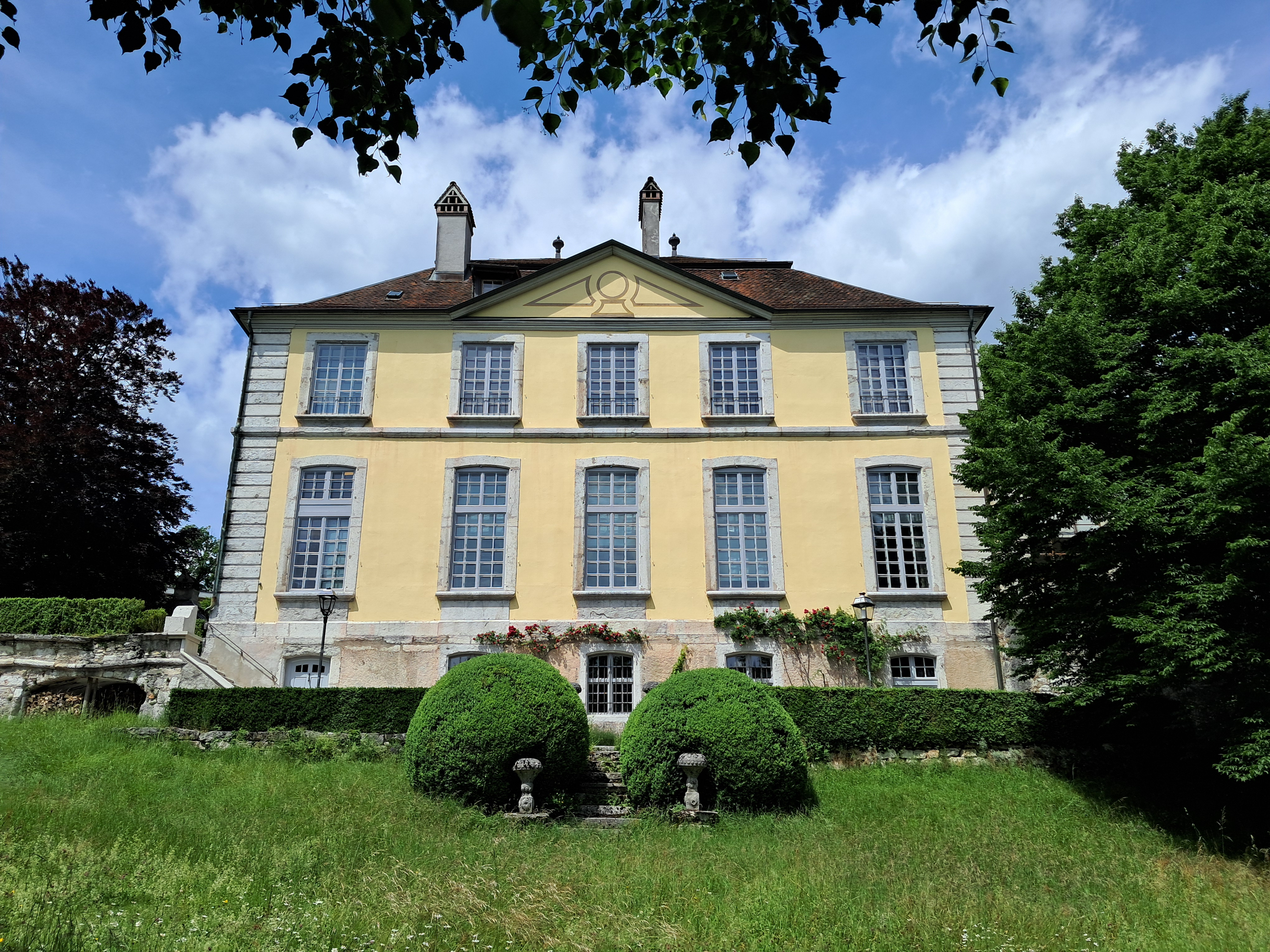
Historisches Museum Blumenstein, Südfassade

Das Historische Museum Blumenstein (HMBSO) ist das 1952 im barocken Landsitz Blumenstein eröffnete historische Museum der Stadt Solothurn. Es bildet zusammen mit dem Kunstmuseum Solothurn und dem Naturmuseum Solothurn eine Verwaltungsabteilung der Einwohnergemeinde der Stadt Solothurn.

## Museum

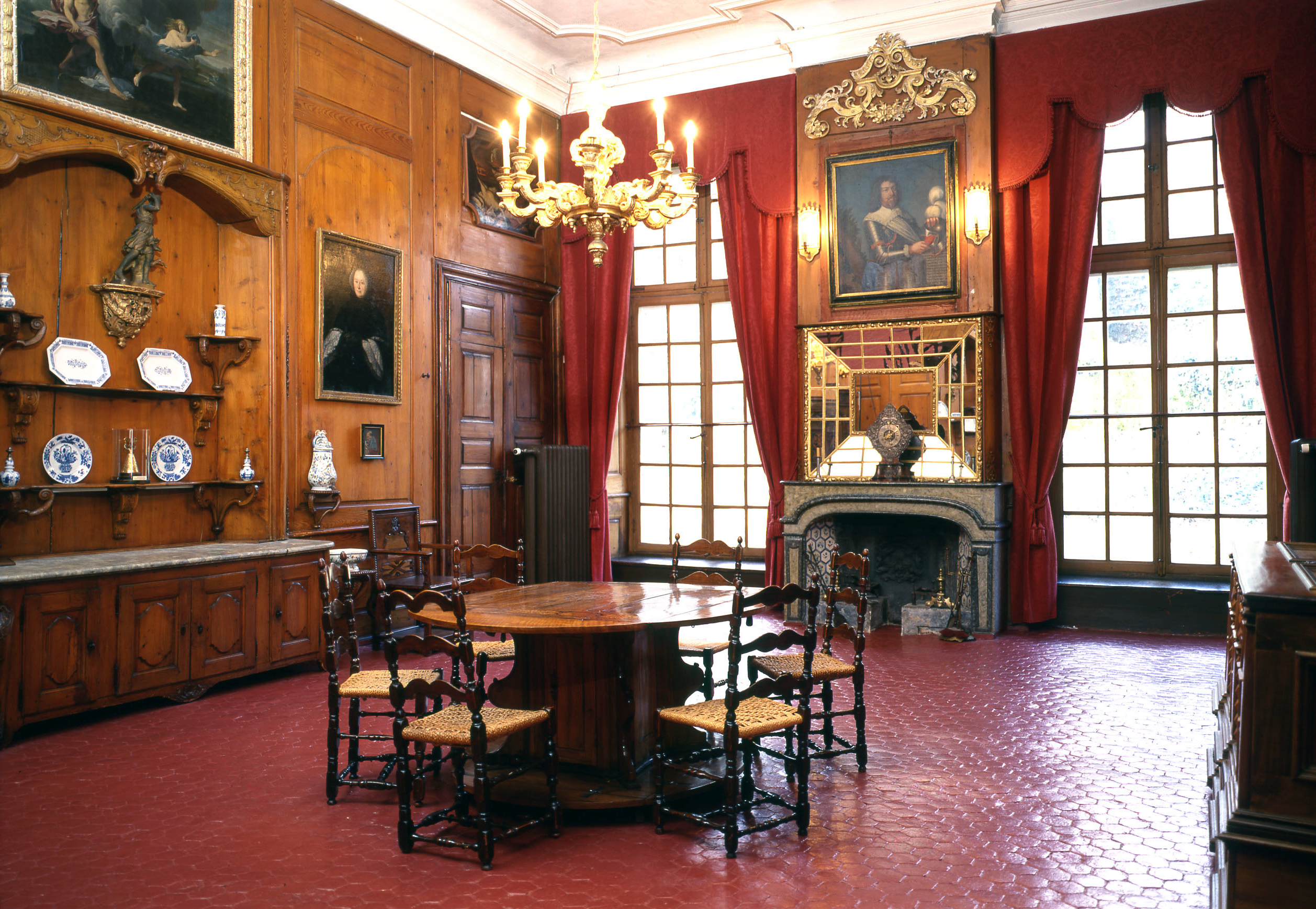
Der Speisesaal des Blumensteins

Das Historische Museum Blumenstein sammelt Objekte, welche relevante Aspekte der Geschichte der Stadt Solothurn und der unmittelbar an sie angrenzenden Gemeinden repräsentieren. Die Wohnausstellung im Parterre gibt Einblick in das Leben des Solothurner Patriziats und in den deutlich weniger privilegierten Alltag ihrer Angestellten. Im Obergeschoss vermitteln eine Dauerausstellung und Wechselausstellungen Aspekte der regionalen Geschichte. Die repräsentativen Räume im Erdgeschoss werden für öffentliche Anlässe, Vorträge und Konzerte genutzt und stehen für private Anlässe offen.

## Geschichte
Die Sammlung des Historischen Museums Blumenstein entstand ab den 1860er Jahren im Hinblick auf den Bau eines Museums der Stadt Solothurn, welches 1902 als klassisches Mehrspartenhaus eröffnet werden konnte. Neben der historisch-antiquarischen Sammlung betreute und vermittelte das heutige Kunstmuseum Solothurn eine Kunstsammlung, eine naturhistorische und eine ethnografische Sammlung. Die begrenzte Ausstellungs- und Lagerfläche führte schon bald zu Problemen. Als das Ehepaar Hirt-Baumgartner 1950 der Stadt den ehemaligen Landsitz Blumenstein zum Kauf anbot, ergriff diese die Gelegenheit, die historisch-antiquarische Sammlung in diese Liegenschaft zu verschieben. Am 3. Mai 1952 konnte das Historische Museum Blumenstein eröffnet werden. Das aktuelle Museumskonzept strebt ein ausgewogenes Angebot von Dauer- und Wechselausstellungen, Kinderworkshops, öffentlichen und privaten Anlässen an.

## Landsitz (Schloss) Blumenstein

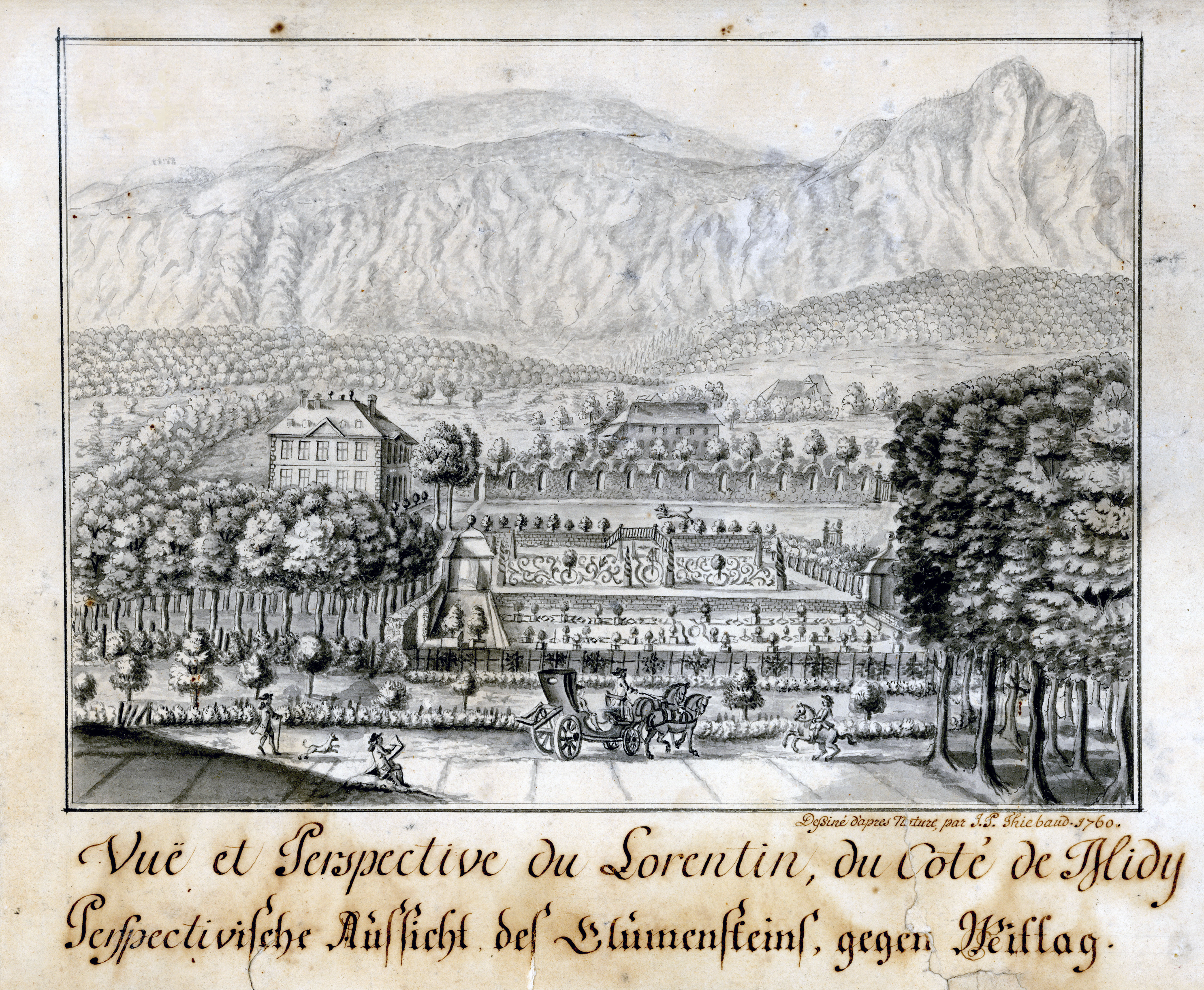
Das Blumensteingut mit seiner eindrücklichen Gartenanlage (J. P. Thiébaud, 1760)

Der ehemalige Landsitz Blumenstein, der zum Zeitpunkt seiner grössten Ausdehnung im Jahr 1797 20 ha umfasste, liegt heute mitten in einem Wohnquartier. Die ausgedehnten landwirtschaftlichen Flächen und der zwischen 1699 und 1703 auf sieben Terrassen angelegte Ziergarten wurden im 20. Jahrhundert vollständig überbaut. Inmitten der Neubauten blieben die aufwändigen Stützmauern des ehemaligen Gartens, die um 1700 entstandene Fegetzallee, zwei 1711 erbaute Gartenpavillons und die in den 1920er Jahren zu einem Doppelwohnhaus umgebaute Orangerie von 1721 erhalten. Das 1726 errichtete Ökonomiegebäude brannte am 1. August 1952 vollständig aus und wurde 1954 abgebrochen.
Das Ensemble aus Hauptgebäude, Ehrenhof, Brunnenhaus und Gartengewölbe wurde in den Jahren 1725 bis 1729 von Baumeister Jean Fortier erbaut und um 1800 mit einem Pächterhaus ergänzt. Durch seine kompakte Bauweise hebt es sich das Hauptgebäude deutlich vom Typus Türmlihaus älterer Solothurner Landsitze ab. Die zurückhaltend gestaltete Fassade kontrastiert mit den sehr repräsentativen Räumen im Innern. Der raffinierte Innenausbau mit Zwischengeschossen und einem verdeckten Treppenhaus für die Bediensteten widerspiegelt das in der Epoche der Régence aufkommende Komfortbedürfnis des frankreichorientierten Solothurner Patriziats.

### Geschichte
Wolfgang I. Greder von Wartenfels (1592–1641), Leutnant und später Regimentsoberst in französischen Diensten, kaufte 1624 ein Landgut im Bereich des ehemaligen Fegetzsteinbruchs. Das Gut hiess bereits damals Blumenstein. Wolfgang I. und sein Sohn Wolfgang II. (1632–1691) vergrösserten in den folgenden Jahrzehnten das Blumensteingut mit Landkäufen. 1656 liess Greder das bestehende Wohnhaus umbauen. Damals entstand der heute noch bestehende gewölbte Keller im Untergeschoss des Hauptgebäudes. 1691 ging das Blumenstein an Franz Lorenz Greder (1658–1716). 1698 liess er von Architekt Melchior Erb ein gross angelegtes Neubauprojekt und wohl im Anschluss daran ein bescheideneres Gartenprojekt ausarbeiten. Dieses zweite Projekt liess Greder bis 1703 ausführen.

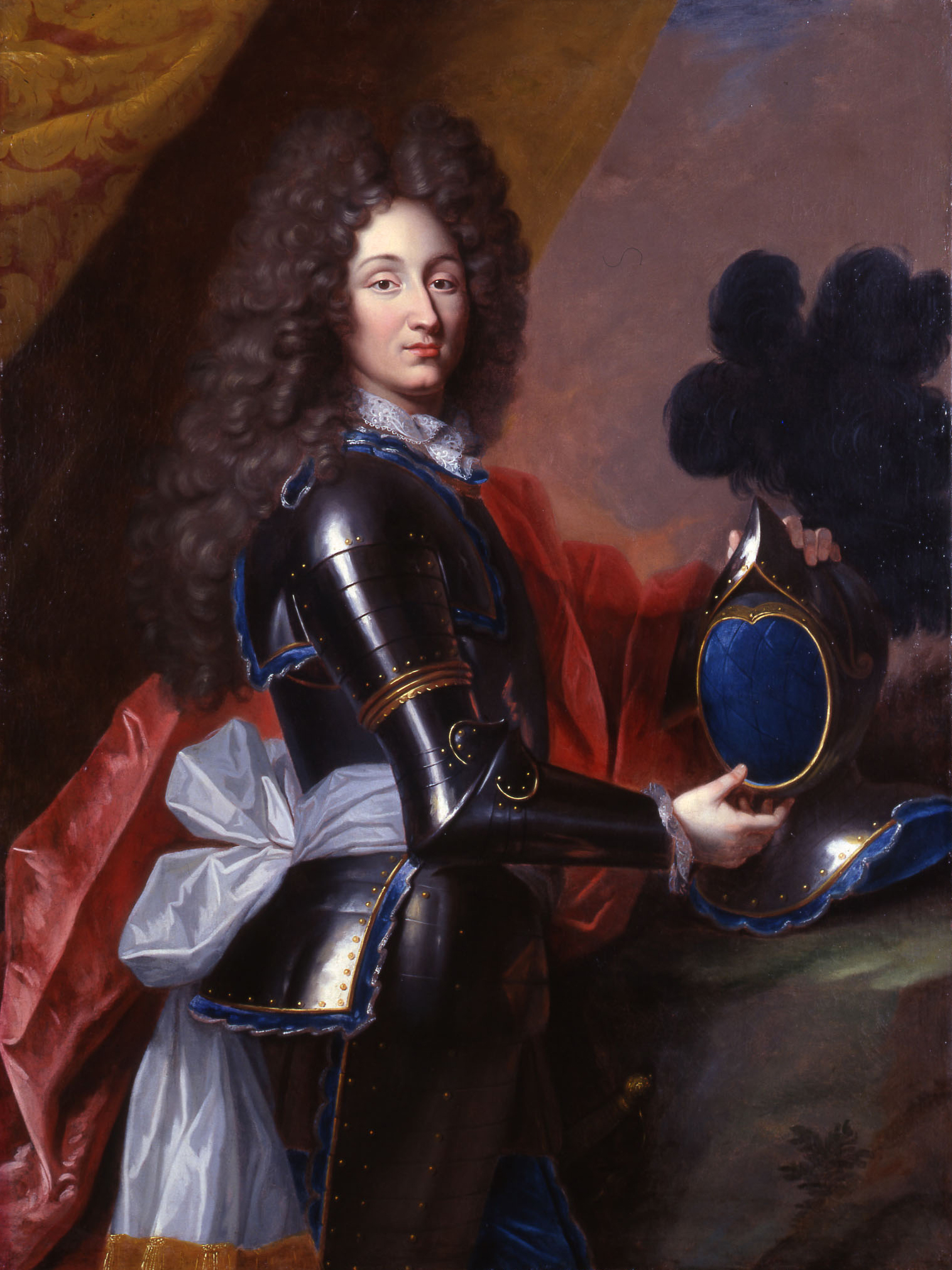
Franz Heinrich von Stäffis-Mollondin (1673–1749)

1709 verkaufte Lorenz Greder von Wartenfels das Blumenstein an Franz Heinrich von Stäffis-Mollondin (1673–1749), der mit Greders Schwester Maria Franziska (1674–1743) verheiratet war. Franz Heinrich entstammte einem alten Neuenburger Geschlecht, das seinen Namen von Stäffis am See, auf Französisch Estavayer-le-Lac, herleitete und beidseits des Neuenburgersees reiche Landgüter besass. In den frühen 1720er Jahren entschieden sich Franz Heinrich und Maria Franziska, das Sommerhaus Blumenstein von Grund auf neu zu bauen. 1725 wurde das Haus bis auf den Gewölbekeller niedergerissen und bis 1729 das heute noch bestehende Ensemble erbaut.
Nach dem Tod von Franz Heinrich ging das Blumenstein 1749 an seinen Sohn Joseph Lorenz von Stäffis-Mollondin (1705–1758), der mit Jeanne Charlotte Cléophe (1713–1794), geborene von Sury de Bussy, verheiratet war. 1757 erbten Sohn Johann Victor Urs Joseph Laurenz Fidel von Stäffis-Mollondin (1753–1787) und dessen Frau Marie Jeanne Nicole (1757–1838), geborene de Durfort-Léobard aus Besançon, das Blumensteingut. Mit dem Tod von Johann Victor starb 1787 die Linie derer von Stäffis-Mollondin aus. Das Blumenstein wurde ein «Weibergut», das sich die beiden Töchter Maria Ludovica Caroline (1778–1844) und Maria Franziska Friederike (1779–1851) zusammen mit ihrer Grossmutter Jeanne Charlotte Cléophe und ihrer Mutter Marie Jeanne Nicole teilten. Erst als Maria Franziska Friederike 1795 Karl Robert Fidel Wallier von St. Aubin (1769–1847) heiratete, gelangte das Blumenstein in ihr alleiniges Eigentum.
Am 21. Juni 1791 stellte sie das Blumenstein ihrem Grossonkel, Raymond de Durfort-Léobard (1727–1792), Erzbischof von Besançon, als Wohnsitz zur Verfügung. Raymond de Durfort hatte im Zuge der Französischen Revolution seinen Amtssitz Besançon verlassen müssen und kam als Exilant nach Solothurn. Nach einem harten Winter im kaum heizbaren Sommerhaus Blumenstein verstarb er dort am 19. März 1792.
Maria Franziskas Tochter Viktoria Charlotte (1797–1847) heiratete 1820 Josef Aegidius Franz Viktor Leonz Glutz-Ruchti (1781–1838). Deren gemeinsame Söhne Amanz Edmund Ludwig (1823–1885), Ludwig Karl Franz Julius Josef (1825–1875) und Alfred Amanz Anton (1829–1893) erbten das Blumenstein 1856. 1861 kaufte Edmund seine drei Brüder aus und wurde alleiniger Eigentümer.
Edmund Glutz-Ruchti vererbte das Blumenstein 1885 an seinen Neffen Josef Glutz-Ruchti (1874–1946). Dieser modernisierte die alte Sommerresidenz grundlegend. Er erweiterte das Haus 1911 mit einer Veranda, liess im Obergeschoss ein Badezimmer und im Keller eine grosszügige Küche und eine Zentralheizung einbauen. Das einstige Sommerhaus, welches mit den vorhandenen Cheminées bisher nicht ausreichend geheizt werden konnte, war nun das ganze Jahr über bewohnbar. Ihren aufwendigen Lebensstil finanzierten Josef Glutz-Ruchti und seine Frau Mathilde (1873–1953), geborene Pfyffer von Heidegg, indem sie das umfangreiche Blumensteingut ab 1919 parzellierten und stückweise verkauften. Dennoch wurde Glutz-Ruchti Mitte der 1920er Jahre zahlungsunfähig; er geriet in Konkurs und sein Besitz wurde versteigert. Am 18. Oktober 1928 kaufte der Basler Architekt H. R. Steuer das leere Schloss und den verbliebenen Garten für 400'000 Franken. Der Garten wurde parzelliert und als Bauland verkauft.
Das Pächterhaus und das Ökonomiegebäude gingen 1933 für 16'000 Franken an die Pächterfamilie Bläsi, welche das Blumensteingut von 1870 bis 1926 und ab 1930 bewirtschaftete. Das Hauptgebäude und dessen direkte Umgebung kaufte am 11. September 1933 Fritz Hirt-Baumgartner für 85'000 Franken. Fritz Hirt-Baumgartner und seine Frau Lucie machten es sich in den folgenden zwei Jahrzehnten zur Aufgabe, verschiedene Gegenstände aus dem einstigen Besitz von Josef und Mathilde Glutz-Ruchti aufzukaufen und in das Blumenstein zurückzuführen.
Am 7. Februar 1951 schliesslich verkaufte das Ehepaar Hirt-Baumgartner das Blumenstein für 180'000 Franken und dessen Inventar für 40'000 Franken an die Einwohnergemeinde der Stadt Solothurn, die am 3. Mai 1952 ihr Historisches Museum im Blumenstein eröffnete. Fritz Hirt-Baumgartners Ehefrau Lucie behielt bis zu ihrem Tod 1977 ein Wohnrecht in einigen Räumen des Obergeschosses. Nach dem Brand des Ökonomiegebäudes vom 1. August 1952 verkaufte auch die Familie Bläsi im Jahr 1955 die Brandstelle und das angrenzende Pächterhaus für 80'000 Franken an die Stadt.